# Мезйоковачгаза
Мезйоковачхаза (угор. Mezőkovácsháza) — місто в медьє Бекеш в Угорщині. Місто займає площу 62,59 км², на якій проживає 6945 жителів.
| Угорщина | Це незавершена стаття з географії Угорщини. Ви можете допомогти проєкту, виправивши або дописавши її. |